# Peruanische Fußballnationalmannschaft (U-20-Frauen)
Die peruanische U-20-Fußballnationalmannschaft der Frauen repräsentiert Peru im internationalen Frauenfußball. Die Nationalmannschaft untersteht der Federación Peruana de Fútbol und wird seit 2022 von Conrad Flores trainiert.
Die Mannschaft tritt bei der Südamerika-Meisterschaft, den Juegos Bolivarianos und (theoretisch) auch bei der U-20-Weltmeisterschaft für Peru an. Bislang ist es dem Team jedoch nie gelungen, sich für eine WM-Endrunde zu qualifizieren. Die peruanische U-20-Auswahl zählt zu den weniger erfolgreichen U-20-Nationalmannschaften in Südamerika und belegt in der Gruppenphase der Südamerikameisterschaft zumeist den letzten Platz. Lediglich bei der Südamerikameisterschaft 2006 kam die Mannschaft über die Gruppenphase hinaus, als sie den vierten Platz belegte. Bei den Juegos Bolivarianos erreichte Peru ebenfalls nie die Finalrunde mit der U-20.

## Turnierbilanz

### Weltmeisterschaft
| Jahr   | Gastgeber       | Platzierung        |
| ------ | --------------- | ------------------ |
| 2002   | Kanada          | nicht qualifiziert |
| 2004   | Thailand        | nicht qualifiziert |
| 2006   | Russland        | nicht qualifiziert |
| 2008   | Chile           | nicht qualifiziert |
| 2010   | Deutschland     | nicht qualifiziert |
| 2012   | Japan           | nicht qualifiziert |
| 2014   | Kanada          | nicht qualifiziert |
| 2016   | Papua-Neuguinea | nicht qualifiziert |
| 2018   | Frankreich      | nicht qualifiziert |
| 2020 1 | Costa Rica 1    | – 1                |
| 2022   | Costa Rica      | nicht qualifiziert |
| 2024   | Kolumbien       | nicht qualifiziert |

### Südamerika-Meisterschaft
| Jahr   | Gastgeber     | Platzierung  |
| ------ | ------------- | ------------ |
| 2004   | Brasilien     | Gruppenphase |
| 2006   | Chile         | 4. Platz     |
| 2008   | Brasilien     | Gruppenphase |
| 2010   | Kolumbien     | Gruppenphase |
| 2012   | Brasilien     | Gruppenphase |
| 2014   | Uruguay       | Gruppenphase |
| 2015   | Brasilien     | Gruppenphase |
| 2018   | Ecuador       | Gruppenphase |
| 2020 2 | Argentinien 2 | – 2          |
| 2022   | Chile         | Gruppenphase |
| 2024   | Ecuador       | 6. Platz     |

### Juegos Bolivarianos
| Jahr | Gastgeber | Platzierung        |
| ---- | --------- | ------------------ |
| 2005 | Kolumbien | Sieger 3           |
| 2009 | Bolivien  | Gruppenphase 3     |
| 2013 | Peru      | Gruppenphase       |
| 2017 | Kolumbien | Gruppenphase       |
| 2022 | Kolumbien | nicht qualifiziert |